# Verkehrspsychologische Beratung
Die Verkehrspsychologische Beratung nach § 2a Abs. 7 Straßenverkehrsgesetz (StVG) ist eine gesetzlich geregelte Maßnahme im Rahmen der deutschen Fahrerlaubnis auf Probe. Im § 71 Fahrerlaubnis-Verordnung (FeV) sind die Anerkennungsrichtlinien festgelegt, die Psychologen erfüllen müssen, um amtlich anerkannter verkehrspsychologischer Berater zu werden.

## Ziele der Beratung
Die verkehrspsychologische Beratung dient dem Ziel, Inhabern einer Fahrerlaubnis auf Probe, die wegen Ordnungswidrigkeiten und/oder Verkehrsstraftaten aufgefallen sind, über die Ursachen der Verkehrsauffälligkeiten aufzuklären und Wege zu einem angemesseneren Verhalten im Straßenverkehr aufzuzeigen. Sie erfolgt im Rahmen von drei oder vier Einzelgesprächen mit einer Gesamtdauer von vier Zeitstunden, einschließlich einer Stunde Vor- und Nachbereitung.
Die Beratung soll dazu anregen, die eigene Einstellung zum Straßenverkehr und zum verkehrssicheren Verhalten zu überprüfen und gegebenenfalls zu verändern. Dies setzt eine gründliche Auseinandersetzung mit den persönlichen Bedingungen von Verkehrsauffälligkeiten voraus (Nachdenken über das eigene Verhalten, Umgang mit Zeitdruck, Risikoeinschätzung, Gefühle im Straßenverkehr usw.).

## Durchführung
Die Durchführung erfolgt durch verkehrspsychologische Berater, die hierfür von der Sektion Verkehrspsychologie im BDP (Berufsverband Deutscher Psychologinnen und Psychologen) eine Bestätigung über das Vorliegen der gesetzlichen Voraussetzungen erhalten und damit amtlich anerkannt sind. 
Die staatliche Beleihung des BDP mit der Aufgabe der amtlichen Anerkennung findet sich in § 71 FeV.